# I Wear the Face
I Wear the Face è il primo  album in studio del gruppo musicale statunitense Mr. Mister, pubblicato il 27 marzo 1984 dalla RCA Records.
È stato ripubblicato con una copertina differente in seguito al successo ottenuto dal gruppo con il secondo album Welcome to the Real World.

## Tracce
Testi e musiche di Richard Page, Steve George e John Lang, eccetto dove indicato.
1. Hunters of the Night – 5:07 (Page, George, Lang, George Ghiz)
2. Code of Love – 4:29
3. Partners in Crime – 4:19
4. 32 – 4:38
5. Runaway – 4:14
6. Talk the Talk – 4:22
7. I'll Let You Drive – 4:05
8. I Get Lost Sometimes – 3:49
9. I Wear the Face – 4:53
10. Life Goes On – 5:15 (Page, George, Lang, Pat Mastelotto)

## Formazione
Mr. Mister
- Richard Page – voce, basso
- Steve Farris – chitarre, cori
- Steve George – tastiere, sintetizzatori, sassofono, cori
- Pat Mastelotto – batteria, percussioni

Altri musicisti
- John Lang – testi